# Усман Камара (футболіст, 2006)
Усман Камара (фр. Ousmane Camara, нар. 1 січня 2006) — буркінійський футболіст, нападник латвійського клубу «Ауда», в якому грає в оренді з іншого латвійського клубу «Рига», та національної збірної Буркіна-Фасо. Виступав також за клуб «Рахімо».

## Клубна кар'єра
Усман Камара народився 2006 року, та є вихованець футбольної школи клубу «Рахімо». У 2022 році Камара розпочав грати в основній команді клубу, в якій виступав до 2024 року.
У 2024 році молодий буркінійський футболіст отримав запрошення від латвійського клубу «Рига», який у цьому ж році віддав Камару в оренду до іншого латвійського клубу «Ауда».

## Виступи за збірні
У 2023 році Усман Камара дебютував у складі юнацької збірної Буркіна-Фасо, загалом на юнацькому рівні взяв участь у 7 іграх, відзначившись одним забитим голом.
У 2024 році Камара дебютував матчах у складі національної збірної Буркіна-Фасо. Станом на початок червня зіграв у складі національної збірної 5 матчів, у яких забитими голами не відзначився.